# اوغور جهانگیروف
اوغور جهانگیروف (ترکی آذربایجانی: Uğur Cahangirov؛ زادهٔ ۲۲ سپتامبر ۲۰۰۱) بازیکن فوتبال است.